# دیکسیرازین
دیکسیرازین (به انگلیسی: Dixyrazine) با فرمول شیمیایی C۲۴H۳۳N۳O۲S یک ترکیب شیمیایی با شناسه پاب‌کم ۱۷۱۸۲ است. که جرم مولی آن ۴۲۷٫۶۰۲۷۲ g/mol می‌باشد. 